# NGC 2557
NGC 2557 é uma galáxia lenticular (SB0) localizada na direcção da constelação de Cancer. Possui uma declinação de +21° 26' 10" e uma ascensão recta de 8 horas, 19 minutos e 10,9 segundos.
A galáxia NGC 2557 foi descoberta em 2 de Fevereiro de 1877 por Édouard Jean-Marie Stephan.